# Artapalo
Artapalo es el nombre clave que utilizó la dirección de la banda terrorista Euskadi Ta Askatasuna (ETA) entre 1986 y 1992.

## Biografía
El descubrimiento de cartas internas firmadas por Artapalo hizo pensar durante bastante tiempo que este nombre se refería a una sola persona, en concreto a Francisco Mujika Garmendia, Pakito, de quien se sabía que era dirigente de la organización y que, consecuentemente, en la prensa de la época aparece con el alias Artapalo. Sin embargo, Artapalo era un colectivo formado por tres personas: el mencionado Pakito; José Luis Álvarez Santacristina, Txelis; y Joseba Arregi Erostarbe, Fiti. Eran responsables, respectivamente, de los aparatos militar, político y logístico de la organización.
Artapalo fue responsable de algunos de los atentados más sanguinarios de la organización, como el del Hipercor de Barcelona el 19 de junio de 1987 y el de la casa-cuartel de Zaragoza. Para algunos analistas Artapalo representa un punto de inflexión en la historia de ETA, que se inicia con el asesinato de Yoyes y la muerte del dirigente Txomin Iturbe y que da paso a una etapa de actividad terrorista más indiscriminada y desesperada. Se especula también con un enfrentamiento interno en este sentido entre Pakito, jefe del aparato militar, que sería más partidario de una actividad armada de estas características, y Txelis, responsable del aparato político, partidario del retorno a una acción más selectiva. Estas especulaciones en cualquier caso son difíciles de contrastar.
El grupo Artapalo fue desarticulado el 29 de marzo de 1992 cuando la policía francesa, en colaboración con la Guardia Civil, detuvo en la casa Etxe Maitia de Bidart (País Vasco Francés) a los integrantes del colectivo. Sus sucesores al frente de ETA fueron detenidos apenas dos meses después.